# Classe ATC C02
La classe ATC C02, dénommée « Antihypertenseurs », est un sous-groupe thérapeutique de la classification anatomique, thérapeutique et chimique, développée par l'OMS pour classer les médicaments et autres produits médicaux. La classe ATC vétérinaire correspondante dans la classification ATCvet est QC02. Le sous-groupe présenté ici est celui établi par l'OMS, et peut donc différer des versions dérivées utilisées dans certains pays. Il fait partie du groupe anatomique C de la classification, intitulé « Système cardio-vasculaire ».

## C02A Agentsantiadrénergiques, agissant sur lesystème nerveux central

### C02AAAlcaloïdesduRauwolfia
C02AA01 Rescinnamine
C02AA02 Réserpine
C02AA03 Alcaloides du Rauwolfia en association
C02AA04 Alcaloides du Rauwolfia, racine entière
C02AA05 Déserpidine
C02AA06 Méthoserpidine
C02AA07 Biétaserpine
C02AA52 Réserpine, associations
C02AA53 Associations d'alcaloides du Rauwolfia, associations
C02AA57 Biétaserpine, associations

### C02ABMéthyldopa
C02AB01 Méthyldopa (lévogyre)
C02AB02 Méthyldopa (racémique)

### C02AC Antagonistes des récepteurs de l'imidazoline
C02AC01 Clonidine
C02AC02 Guanfacine
C02AC04 Tolonidine
C02AC05 Moxonidine
C02AC06 Rilmenidine

## C02B Agentsantiadrénergiques, bloquant lesganglions

### C02BA Dérivés duSulfonium
C02BA01 Trimétaphan

### C02BBAminessecondaires et tertiaires
C02BB01 Mécamylamine

## C02C Agentsantiadrénergiques, agissant en périphérie

### C02CA Alpha-bloquants
C02CA01 Prazosine
C02CA02 Indoramine
C02CA03 Trimazosine
C02CA04 Doxazosine
C02CA06 Urapidil

### C02CC Dérivés de laguanidine
C02CC01 Bétanidine
C02CC02 Guanéthidine
C02CC03 Guanoxan
C02CC04 Debrisoquine
C02CC05 Guanoclor
C02CC06 Guanazodine
C02CC07 Guanoxabenz

## C02D Agents agissant sur les muscles lisses des artérioles

### C02DA Dérivés duthiazide
C02DA01 Diazoxide

### C02DB Dérivés de l'hydrazinophtalazine
C02DB01 Dihydralazine
C02DB02 Hydralazine
C02DB03 Endralazine
C02DB04 Cadralazine

### C02DC Dérivés de lapyrimidine
C02DC01 Minoxidil

### C02DD Dérivés dunitroferricyanure
C02DD01 Nitroprussiate

### C02DG Dérivés de laguanidine
C02DG01 Pinacidil

## C02K Autres antihypertenseurs

### C02KA Alcaloïdes, autres que ceux du Rauwolfia
C02KA01 Veratrum

### C02KB Inhibiteurs de latyrosinehydroxylase
C02KB01 Métirosine

### C02KC IMAO, inhibiteurs de la monoamino oxydase
C02KC01 Pargyline

### C02KD Antagonistes de lasérotonine
C02KD01 Kétansérine

### C02KX Antihypertenseurs pour l'hypertension artérielle pulmonaire
C02KX01 Bosentan
C02KX02 Ambrisentan
C02KX03 Sitaxentan
C02KX04 Macitentan
C02KX05 Riociguat

## C02L Associations d'antihypertenseurs et de diurétiques

### C02LA Associations d'alcaloïdes du Rauwolfia et de diurétiques
C02LA01 Réserpine et diurétiques
C02LA02 Rescinnamine et diurétiques
C02LA03 Déserpidine et diurétiques
C02LA04 Méthoserpidine et diurétiques
C02LA07 Biétaserpine et diurétiques
C02LA08 Alcaloides du Rauwolfia, racine entière et diurétiques
C02LA09 Syrosingopine et diurétiques
C02LA50 Associations d'alcaloides du Rauwolfia et diurétiques incluant d'autres associations
C02LA51 Réserpine et diurétiques, associations avec d'autres substances
C02LA52 Rescinnamine et diurétiques, associations avec d'autres substances
C02LA71 Réserpine et diurétiques, associations avec psycholeptiques

### C02LB Associations de méthyldopa et de diurétiques
C02LB01 Méthyldopa (lévogyre) et diurétiques

### C02LC Associations d'antagonistes des récepteurs de l'imidazoline et de diurétiques
C02LC01 Clonidine et diurétiques
C02LC05 Moxonidine et diurétiques
C02LC51 Clonidine et diurétiques, associations avec d'autres substances

### C02LE Associations d'alpha-bloquants et de diurétiques
C02LE01 Prazosine et diurétiques

### C02LF Associations de dérivés de la guanidine et de diurétiques
C02LF01 Guanéthidine et diurétiques

### C02LG Associations de dérivés de la hydrazinophtalazine et de diurétiques
C02LG01 Dihydralazine et diurétiques
C02LG02 Hydralazine et diurétiques
C02LG03 Picodralazine et diurétiques
C02LG51 Dihydralazine et diurétiques, associations avec d'autres substances
C02LG73 Picodralazine et diurétiques, associations avec psycholeptiques

### C02LK Associations d'alcaloïdes, autres que ceux du Rauwolfia et de diurétiques
C02LK01 Vératrum et diurétiques

### C02LL Associations d'IMAO et de diurétiques
C02LL01 Pargyline et diurétiques

### C02LX Autres antihypertenseurs et diurétiques
C02LX01 Pinacidil et diurétiques